# Любовичи (Житомирская область)
Любо́вичи (укр. Любо́вичі) — село в Малинском районе Житомирской области Украины.
Код КОАТУУ — 1823484801. Население по переписи 2001 года составляет 518 человек. Почтовый индекс — 11632. Телефонный код — 4133. Занимает площадь 2,069 км².

## История
Официальной датой основания считается 1617 год, хотя имеются источники, указывающие на существование села ранее этой даты.  Так, например, некоторые источники упоминают село Любовичи как собственность рода Горностаев в 1569(71) году.

## Адрес местного совета
11632, Житомирская обл., Малинский р-н, с. Любовичи, ул. Клубная, 8